# Vince Albert Cianci
Vince Albert Cianci, Jr., també conegut com a Buddy Cianci (Cranston, Rhode Island; 30 d'abril de 1941-Providence, 28 de gener de 2016), va ser un polític nord-americà i alcalde de Providence (Rhode Island) des de 1975 fins a 1984, i de nou entre 1991 i 2002. Va ser l'alcalde que més actiu va estar en les seves funcions en Providence i un dels més actius en la història dels Estats Units amb un total de 21 anys de servei.

## Vida familiar
Cianci va créixer en Laurel Hill, Cranston, Providence. Els seus avis van emigrar des de Roccamonfina, Itàlia, a inicis del segle xx, i van tenir 13 fills. El seu pare, Vincent, va néixer el 1900 i es va fer metge. El 1937 va contreure matrimoni amb Esther Capobianco. Cianci té una germana major.
El 1973, Cianci es va casar amb Sheila i es va divorciar el 1983. Fruit del seu matrimoni, va tenir una filla, Nicole, i tres nets, Olivia, Joseph i Julius.

## Educació i servei militar
Va assistir al Moses Brown School, on va obtenir la seva titulació universitària en governació a la Universitat de Fairfield, un màster en ciències polítiques per la Universitat de Villanova i un doctorat de jurisprudència a la Universitat de dret de Marquette.
Des de 1966 fins a 1969 va estar en l'exèrcit dels Estats Units, on va servir com a tinent de la policia militar i en la Reserva, drets civils fins a 1972.

## Carrera inicial de dret
El 1967 va ser admès en el Col·legi d'advocats de Rhode Island, el 1969 es va inscriure com a ajudant especial del Fiscal General, i el 1973 es va fer fiscal general del departament anticorrupció, posició que va mantenir fins a la seva primera elecció com a alcalde el 1974.

## Carrera política
A la tardor de 1974, Cianci va dirigir la campanya anti-corrupció contra el llavors alcalde Joseph Doorley. Va tenir l'ajuda dels demòcrates, descontents amb l'administració de Doorley. Va ser el primer alcalde italoamericà de la localitat a acabar amb l'hegemonia irlandesa dels demòcrates. També va ser el més jove a ser elegit, amb 33 anys, i el primer alcalde republicà de Providence des de la Gran Depressió. Cianci era conegut pel seu gran carisma i les seves aparicions polítiques. Solia assistir amb freqüència a celebracions, noces, esdeveniments públics i barbacoes en el seu veïnat, donant lloc a acudits sobre ell durant la seva legislatura com a alcalde. Veïns de Providence van arribar a agrair la seva gestió econòmica i revitalització de l'economia i imatge.
Durant els seus primers anys, Cianci i els seus aliats de la Conselleria de Providence van tenir els seus desencontres amb aquells que van reprovar la gestió de Cianci; els pressupostos van ser una de les principals raons. A mitjan 70, es va veure a si mateix com un estel emergent en el Partit nacional republicà. Després de ser presentat per Bob Dole, va fer un discurs davant la convenció republicana el 1976. Va parlar com el primer vicepresident italoamericà. Cianci va ser considerat de debò per ocupar un seient en el gabinet federal en la futura administració de Gerald Ford, el qual va ser triat el 1976. Després de la derrota presidencial davant de Jimmy Carter, va intentar presentar-se al senat pel seu compte, en ressaltar que el fet de ser del partit republicà anava a "sobreviure" en el nord-est, podria permetre-li fer-se amb els votants ètnics. Cianci va debatre amb John Chafee, en intentar parlar amb ell sobre la seva candidatura al senat i en aconseguir la nominació republicana. Fins i tot es va fer candidat el 1980, perdent davant de J. Joseph Garrahy. Després de la seva derrota, va abandonar el partit i el 1982 es va fer independent.

## Documentals i treballs biogràfics
- BUDDY—The Rise and Fall of America's Most Notorious Mayor,  documental guanyador d'un Emmy, dirigit per Cherry Arnold i narrat per James Woods, se centra en la vida de Cianci.
- The Prince of Providence, novel·la escrita per Mike Stanton (ISBN 0-375-50780-9) detalla la vida de Cianci, des de la seva infància fins a la seva condemna passant per l'alcaldia.
- "Buddy" Cianci: The Musical, musical de Broadway creat per Jonathan Van Gieson i Mike Tarantino.

## En la cultura popular
- Actualment està en preproducció una pel·lícula escrita per David Mamet basada en la novel·la de Mike Stanton, The Prince Of Providence. Cianci serà interpretat per Oliver Platt.
- En Family Guy, el seu nom és molt recurrent, l'institut al que estudia Meg i Chris Griffin es diu Buddy Cianci Jr.
- Va realitzar camejos en la sèrie Providence.